# Glossotrophia desertata
Glossotrophia desertata là một loài bướm đêm trong họ Geometridae.